# Вознесенский, Александр Николаевич (критик)
Вознесенский Александр Николаевич (5 [17] июля 1888, деревня Чукалы, Симбирская губерния, Российская империя — 1966, Казань, Татарская АССР, РСФСР, СССР) — русский и белорусский советский литературный критик, писатель, педагог.

## Биография
В 1913 г. закончил славяно-русское отделение историко-филологического факультета Варшавского университета, получил там возможность научной подготовки до профессорского звания.
Доктор филологических наук c 1944 года.
Работал ассистентом, приват-доцентом историко-филологического факультета Ростовского университета. В 1921—1927 гг. — доцент, а с 1927 до 1930 г. — профессор БГУ. Позже работал в Московском городском педагогичном институте, Московском институте кинематографии, Народном комиссариате тяжёлой промышленности. В 1939 г. профессор Казанского педагогичного института, в 1943—1947 гг. — декан историко-филологического факультета Казанского университета.
Докторская диссертация «Исследования по истории новой белорусской литературы», защищена в Казани.
Развивал традиции академичного литературоведения. Анализировал творчество М. Богдановича, Я. Купалы, Я. Коласа в сравнительно-типологическом аспекте, в контексте европейских литератур.